# Драгомірешть (комуна, Димбовіца)
Драгомірешть, Драгомірешті (рум. Dragomirești) — комуна у повіті Димбовіца в Румунії. До складу комуни входять такі села (дані про населення за 2002 рік):
- Дечиндень (2354 особи)
- Джангоєшть (365 осіб)
- Драгомірешть (1889 осіб)
- Могошешть (552 особи)
- Ринкечов (1918 осіб)
- Унгурень (1195 осіб)

Комуна розташована на відстані 79 км на північний захід від Бухареста, 8 км на захід від Тирговіште, 137 км на північний схід від Крайови, 85 км на південь від Брашова.

## Населення
За даними перепису населення 2002 року у комуні проживали 8273 особи.
Національний склад населення комуни:
| Національність | Кількість осіб | Відсоток |
| -------------- | -------------- | -------- |
| румуни         | 8170           | 98,8%    |
| цигани         | 101            | 1,2%     |
| серби          | 1              | < 0,1%   |

Рідною мовою назвали:
| Мова      | Кількість осіб | Відсоток |
| --------- | -------------- | -------- |
| румунська | 8271           | > 99,9%  |
| сербська  | 1              | < 0,1%   |

Склад населення комуни за віросповіданням:
| Релігія       | Кількість осіб | Відсоток |
| ------------- | -------------- | -------- |
| православні   | 8154           | 98,6%    |
| п'ятдесятники | 41             | 0,5%     |
| адвентисти    | 36             | 0,4%     |
| лютерани      | 34             | 0,4%     |
| бретрени      | 4              | < 0,1%   |
| атеїсти       | 2              | < 0,1%   |
| римо-католики | 1              | < 0,1%   |
| реформати     | 1              | < 0,1%   |

## Зовнішні посилання
- Дані про комуну Драгомірешть на сайті Ghidul Primăriilor [Архівовано 5 грудня 2009 у Wayback Machine.]